# Фехтование на летних Олимпийских играх 1912
Соревнования по фехтованию на летних Олимпийских играх 1912 года проводились только среди мужчин. Участие приняло 184 спортсмена из 16 стран.
Одни из основных фаворитов — французы (в 1908 году в Лондоне они выиграли все три медали в личном турнире шпажистов и золото в командном) — бойкотировали соревнования из-за несогласия с правилами. Сборная Италии по тем же причинам бойкотировала соревнования шпажистов.

## Общий медальный зачёт
| Место | Страна         | Золото | Серебро | Бронза | Всего |
| ----- | -------------- | ------ | ------- | ------ | ----- |
| 1     | Венгрия        | 2      | 1       | 1      | 4     |
| 2     | Бельгия        | 2      | 0       | 1      | 3     |
| 3     | Италия         | 1      | 1       | 0      | 2     |
| 4     | Австрия        | 0      | 1       | 1      | 2     |
| 5     | Дания          | 0      | 1       | 0      | 1     |
| 5     | Великобритания | 0      | 1       | 0      | 1     |
| 7     | Нидерланды     | 0      | 0       | 2      | 2     |

## Медалисты
| Дисциплина      | Золото | Серебро | Бронза |
| --------------- | --- | --- | --- |
| Рапира          | Недо Нади Италия | Пьетро Спечале Италия | Рихард Вердербер Австрия |
| Шпага           | Поль Анспах Бельгия | Иван Осиер Дания | Филипп ле Арди де Больё Бельгия                                                                                             |
| Сабля           | Енё Фукс Венгрия | Бела Бекешши Венгрия | Эрвин Месарош Венгрия |
| Командная шпага | Бельгия · Поль Анспах · Анри Анспах · Робер Энне · Жак Ош · Гастон Сальмон · Виктор Виллем                                | Великобритания · Эдгар Селигман · Артур Эверитт · Мартин Холт · Персиваль Дэвсон · Роберт Монтгомери · Сидни Мартино                | Нидерланды · Адрианус де Йонг · Виллем ван Блейенбюрг · Йетзе Дорман · Леонардус Саломонсон · Георге ван Россем             |
| Командная сабля | Венгрия · Енё Фукс · Оскар Герде · Петер Тот · Лайош Веркнер · Ласло Берти · Эрвин Месарош · Дежё Фёльдеш · Золтан Шенкер | Австрия · Рихард Вердербер · Отто Хершман · Рудольф Цветко · Фридрих Голлинг · Андреас Зуттнер · Альберт Боген · Райнхольд Трамплер | Нидерланды · Адрианус де Йонг · Виллем ван Блейенбюрг · Йетзе Дорман · Георге ван Россем · Дирк Скалонгне · Хендрик де Ионг |